# 強い気持ち・強い愛/それはちょっと
『強い気持ち・強い愛 / それはちょっと』（つよいきもちつよいあい / それはちょっと）は、小沢健二の7枚目のシングルである。1995年2月28日に東芝EMIから発売された。
オリコン週間チャートで初登場4位（最高位）を記録。自身のシングルでは『カローラIIにのって』に次ぐ2番目のヒットとなった。
本稿では、2019年4月4日に配信限定シングルとしてリリースされた「強い気持ち・強い愛 (1995 DAT Mix)」も扱う。

## 概要
両曲ともに筒美京平との共作で、ジャケットには「小沢健二=筒美京平 ソングブック」と表記されている。オリジナル・アルバムには収録されておらず、2003年に発売されたベスト・アルバム『刹那』でアルバム初収録となった。
制作途中で小沢が「強い気持ち・強い愛」の方に愛着を覚え、ギリギリになってタイトル曲を「強い気持ち・強い愛」へ変更したが、当初は「それはちょっと」をタイトル曲として想定。TBS系ドラマ『部屋においでよ』の主題歌にも決定し、楽曲の制作を進めていた。また、筒美京平への追悼文として、このシングルに関する記述をTwitterにて公開した。
「強い気持ち・強い愛」は、2018年に公開された映画『SUNNY 強い気持ち・強い愛』のサブタイトルとして使用されたほか、劇中歌として使用された。2018年8月31日に本作と「流動体について」「強い気持ち・強い愛」のリリックビデオが同時公開された。

## 収録曲
| 全作詞: 小沢健二、全作曲: 筒美京平、全編曲: 小沢健二・筒美京平、管弦編曲：服部隆之。 |                                                  |          |            |      |
| #                                                                                    | タイトル                                         | 作詞     | 作曲・編曲 | 時間 |
| 1.                                                                                   | 「強い気持ち・強い愛」(Metropolitan Love Affair) | 小沢健二 | 筒美京平   | 5:44 |
| 2.                                                                                   | 「それはちょっと」(I'm Afraid Not)               | 小沢健二 | 筒美京平   | 4:32 |
| 合計時間:                                                                            | 合計時間:                                        | 10:16    |            |      |

## タイアップ
強い気持ち・強い愛
- フジテレビ系『FNS27時間テレビフェスティバル!』（『FNS27時間テレビ30』）テーマソング
- 東宝配給映画『SUNNY 強い気持ち・強い愛』劇中歌
- サントリー「金麦」CMソング

それはちょっと
- TBS系ドラマ『部屋においでよ』主題歌

## 強い気持ち・強い愛 (1995 DAT Mix)
2019年4月4日午前0時に突如として配信が開始された配信限定シングル。シングル作品としては、2018年に発売された『アルペジオ (きっと魔法のトンネルの先)』以来約1年2か月ぶりで、配信限定というフォーマットでは2010年に配信が開始された『シッカショ節』以来約9年ぶりとなる。
本作は1995年に発表された「強い気持ち・強い愛」の別バージョンで、当時レコーディング時に没となったテイクのアナログテープを用いて、演奏や構成はそのままに、小沢が2019年現在の機材でミックスしたものである。
配信シングルのジャケットには、雑誌『Olive』（マガジンハウス）の小沢の連載「ドゥワッチャライク」で天日恵美子によって撮られた写真が使われている。
サントリービール「金麦」のCMソングに起用されており、同CMのクリエイチヴディレクションを手がけた黒須美彦によると、このバージョンは小沢が「企画に賛同して、金麦用の特別マスタリングをしてくれた」もので、「もとの楽曲の音を整理して、弦楽器の音を強調している。『澄んだ後味』と呼ぶ金麦の透明感に合う出だしになりました」 という。

## テレビ出演
強い気持ち・強い愛
- 1995年3月24日、テレビ朝日系『ミュージックステーション』
（東京スカパラダイスオーケストラと共演）
- 1995年5月15日、フジテレビ系『HEY!HEY!HEY! MUSIC CHAMP』
- 1996年12月24日、NHK総合『ポップジャムスペシャル』
- 2019年11月16日、NHK総合『SONGS』
「強い気持ち・強い愛 (1995 DAT Mix)」を基にした演奏。同番組では、「彗星」、「薫る (労働と学業)」も演奏された。
- 2020年12月25日、テレビ朝日系『ミュージックステーション ウルトラスーパーライブ2020』
同年に死去した筒美の追悼の意味合いも込められたスペシャルバージョンとして演奏され、冒頭には「彗星」の歌い出しが盛り込まれた。曲中で筒美とタモリ、小沢の多数の楽曲でドラムスを演奏した青木達之（1999年死去）の名を挙げ、曲は来年へのメッセージで締められた。

## カバー・バージョン
強い気持ち・強い愛
- LOVE LOVE LOVE - 2011年に発売されたシングル『嘘のつき方』に収録。
- でんぱ組.inc - 2012年に発売されたシングル『でんぱれーどJAPAN/強い気持ち・強い愛』に収録。
- 太田裕美 - 2014年に発売されたカバー・アルバム『tutumikko』収録。
- 氣志團 - 2021年に発売された筒美京平トリビュート・アルバム『Oneway Generation』に収録。

## 収録アルバム
- 『刹那』(#1,2)
- 『THE HIT MAKER -筒美京平の世界-』(#1)